# رشيد الدين الصوري
رشيد الدين الصوري كان من علماء القرن السادس الهجري، وله باع كبير في علم الوصف والحصر النباتي. درس نباتات الشام دراسة رائدة من بذرة كل نبات حتى عند جفافه ويبسه. ويذكر ابن أبي أصيبعة: «أن رشيد الدين الصوري كان يصطحب معه مصورا مزودا بالأصباغ على اختلاف أنواعها، ثم يطوف مواطن النبات ويطلب من المصور أن يصور له النبتة في بيئتها بألوانها الطبيعية، وأن يجتهد في محاكاتها، وكان يطلب منه تصوير النبتة في أطوارها المختلفة من أيام إنباتها ونضارتها وإزهارها وإثمارها وجفافها فيكون التحقيق أتم والمعرفة أبين».
وكان هذا منهجه في كتابه الأدوية المفردة الذي يضم إلى جانب الأدوية أوصاف ورسوم النباتات الملونة في أطوارها المختلفة وكذلك كتابه «التاج». وهذا يؤكد سبق المسلمين واستخدامهم المنهج العلمي التجريبي.